# Vrouwen Tweede divisie 2025/26
De Tweede divisie 2025/26 is het eerste seizoen van de Vrouwen Tweede divisie in het Nederlandse voetbal. Er doen zeven teams mee.

## Opzet
De eerste editie van deze competitie kent acht teams die in de Vrouwen Eerste divisie 2024/25 meespeelden in poule A en B. Een team kan gedurende of aan het eind van het seizoen promoveren naar de Eerste divisie. FC Groningen maakt in deze competitie haar debuut in het vrouwenvoetbal. Er is geen degradatie mogelijk.

## Stand
| Pos | Team               | Wed | W | G | V | Ptn | DV | DT | +/− | Promotie of kwalificatie                      |
| --- | ------------------ | --- | - | - | - | --- | -- | -- | --- | --------------------------------------------- |
| 1   | FC Groningen       | 0   | 0 | 0 | 0 | 0   | 0  | 0  | 0   | Kampioen, met promotie naar de Eerste divisie |
| 2   | Jong ADO Den Haag  | 0   | 0 | 0 | 0 | 0   | 0  | 0  | 0   |                                               |
| 3   | Jong Excelsior     | 0   | 0 | 0 | 0 | 0   | 0  | 0  | 0   |                                               |
| 4   | Jong Feyenoord     | 0   | 0 | 0 | 0 | 0   | 0  | 0  | 0   |                                               |
| 5   | Jong sc Heerenveen | 0   | 0 | 0 | 0 | 0   | 0  | 0  | 0   |                                               |
| 6   | Jong PEC Zwolle    | 0   | 0 | 0 | 0 | 0   | 0  | 0  | 0   |                                               |
| 7   | Jong Telstar       | 0   | 0 | 0 | 0 | 0   | 0  | 0  | 0   |                                               |

## Uitslagen
| Thuis \ Uit        | GRO | JAD | JEX | JFE | JHE | JZW | JTE |
| ------------------ | --- | --- | --- | --- | --- | --- | --- |
| FC Groningen       |     |     |     |     |     |     |     |
| Jong ADO Den Haag  |     |     |     |     |     |     |     |
| Jong Excelsior     |     |     |     |     |     |     |     |
| Jong Feyenoord     |     |     |     |     |     |     |     |
| Jong sc Heerenveen |     |     |     |     |     |     |     |
| Jong PEC Zwolle    |     |     |     |     |     |     |     |
| Jong Telstar       |     |     |     |     |     |     |     |